# Missionnaires de saint Joseph
 (juin 2023).
Si vous disposez d'ouvrages ou d'articles de référence ou si vous connaissez des sites web de qualité traitant du thème abordé ici, merci de compléter l'article en donnant les références utiles à sa vérifiabilité et en les liant à la section « Notes et références ».
Les missionnaires de saint Joseph  (en latin Societas Missionariorum a S. Joseph) sont une congrégation cléricale de droit pontifical.

## Historique
La congrégation est fondée le 19 septembre 1872 à Mexico  par Joseph Marie Vilaseca i Aguilera, prêtre de la congrégation de la Mission pour l'apostolat parmi des non-chrétiens d'Amérique latine et l'éducation, Mgr Pelagio Antonio de Labastida y Dávalos, archevêque du diocèse de Mexico, approuve le 6 décembre 1878 les premières constitutions religieuses.
L'institut obtient le décret de louange le 20 août 1897, il est définitivement approuvé par le Saint-Siège le 27 avril 1903 et ses constitution le 14 septembre 1911.  

## Activités et diffusion
Les missionnaires de saint Joseph se consacrent aux missions populaire ainsi que celles Ad Gentes et à l'éducation des jeunes.
Ils sont présents en :
- Europe : Italie.
- Amérique : Mexique, Chili, Costa Rica, États-Unis, Guatemala, Nicaragua, Porto Rico, Salvador, Venezuela.
- Afrique : Angola

La maison généralice est à Mexico. 
Fin 2005, la congrégation comptait 48 maisons et 174 religieux dont 123 prêtres.
- (it) Cet article est partiellement ou en totalité issu de l’article de Wikipédia en italien intitulé « Missionari di San Giuseppe del Messico » (voir la liste des auteurs).